# Mario Del Monaco
Mario Del Monaco (Firenze, 1915. július 27. – Mestre, 1982. október 16.) világhírű olasz operaénekes, tenor.

## Élete

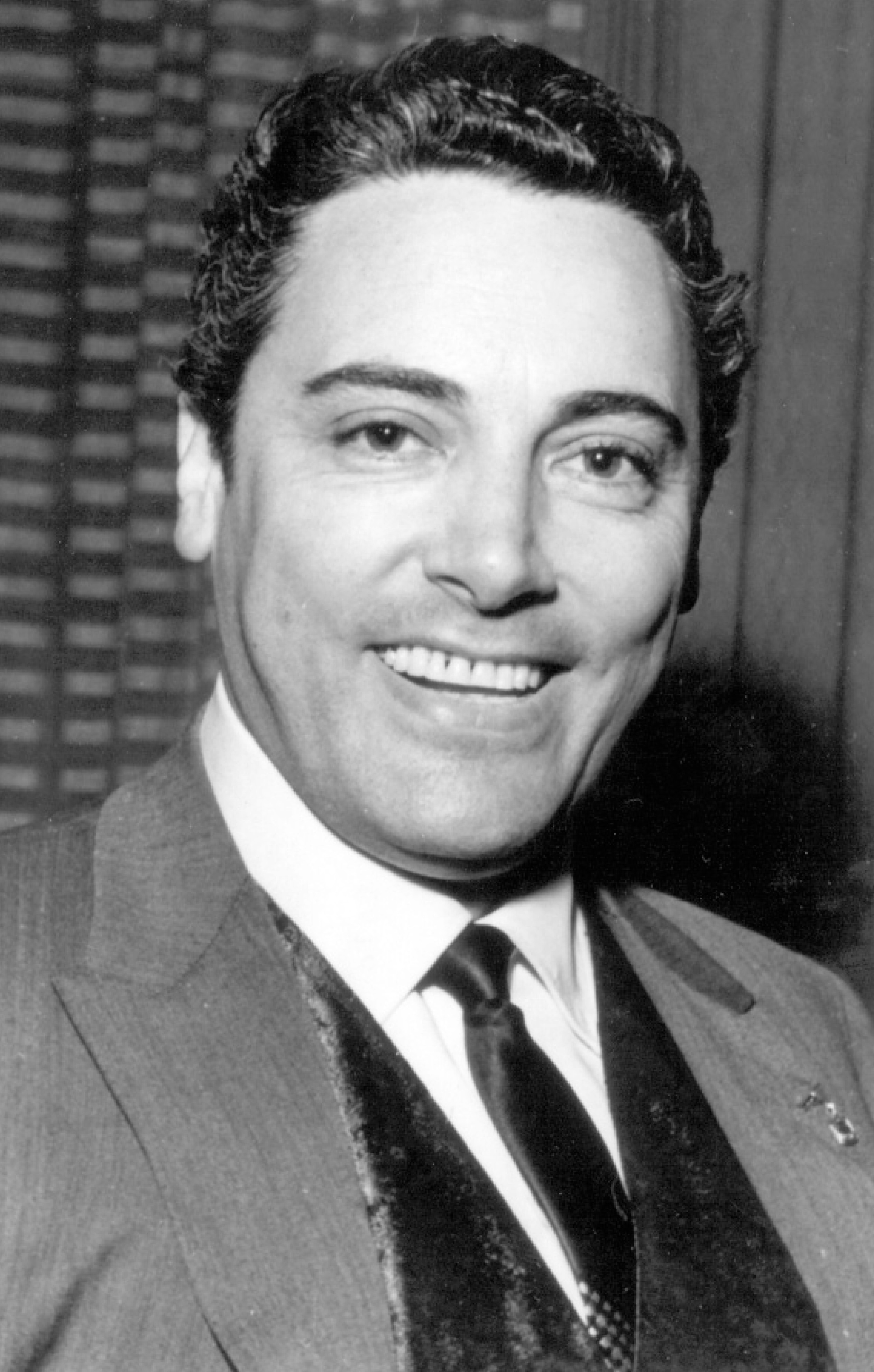
1950 körül

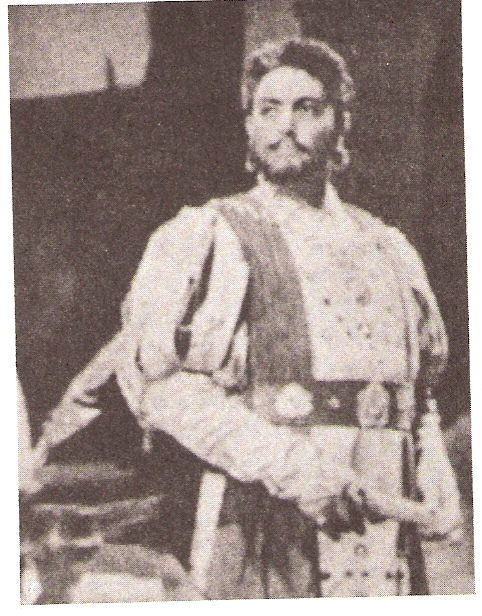
Radamesként, 1952 körül, a Pájero de Fuego spanyol folyóirat 1980. szeptember 29-i címlapján

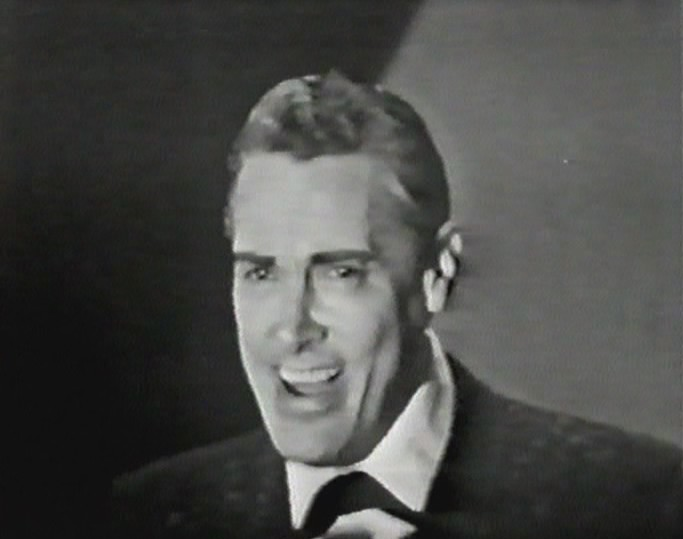
Az Eurovíziós Dalfesztiválon, 1965

Nápolyi apa (Ettore, aki New Yorkban zenekritikákat írt) és szicíliai gyökerekkel rendelkező, firenzei anya, Flora Giachetti gyermeke. Első múzsája édesanyja, remek amatőr szopránénekes volt. Zenetanulását autodidakta hegedűsként kezdte. Már tizenhárom éves korában Massenet Narcisse című kantátáját énekelte. 1935-ben bekerült a római operaiskolába, 1936-ban ösztöndíjat kapott, majd festészetből és szobrászatból diplomát szerzett a pesarói Scuola d'Artén. Cagliban debütált, 1939-ben, a Parasztbecsületben. Első igazi sikere 1940 szilveszterén, a milánói Teatro Pucciniben, a Pillangókisasszonyban volt. 1941 nyarán feleségül vette Rina Fedora Filippinit, akivel még az operaiskolában ismerkedett meg. Két fiuk született: Giancarlo (1943 végén, ma hires operarendező) és Claudio. Nemzetközi hírnevét 1946-ban a veronai Arenában és a londoni Covent Gardenben, a Toscával és a Bajazzókkal alapozta meg. 1947-ben a római operában a Carmenben és a Parsztbecsületben, majd 1949-ben a Scalában, az Andrea Chénier-ben énekelt. 1950-ben lépett fel először a New York-i Metropolitanben, amelynek 1951–59 között társulati tagja volt. Főleg Bizet, Verdi és Puccini operáiban énekelt nagy sikerrel. Moszkvában, 1959-ben Lenin-renddel tüntették ki. Budapesten is többször vendégszerepelt.

## Könnyűzenei tevékenysége
Gyakran kirándult a könnyűzenébe is. 1975-ben énekelte hanglemezre világsikert aratott nápolyi dalait
Detto Mariano kíséretével. A lemezen hallható még Guido Maria Ferilli Antonella Maggio szövegére írt dala az Un amore così grande. Utóbbit kislemezen is kiadta, akárcsak később Luciano Pavarotti, Alfredo Kraus, Andrea Bocelli, Claudio Villa, Francesco Renga és a Negramaro együttes.
Ezután LP-n rögzítette még: a Via del Giglio 43 (Ferilli - Lo Vecchio), Un mondo senza Dio című Ave Maria-feldolgozást, és az Il mio primo angelo (Detto - Lo Vecchio), később Claudio Villa és más hírességek által is felvett darabokat is.

## Repertoárja
| Szerep               | Cím                 | Szerző      |
| -------------------- | ------------------- | ----------- |
| Pollione             | Norma               | Bellini     |
| Eneas                | A trójaiak          | Berlioz     |
| Don José             | Carmen              | Bizet       |
| Faust                | Mefistofele         | Boito       |
| Giuseppe Hagenbach   | La Wally            | Catalani    |
| Maurizio di Sassonia | Adriana Lecouvreur  | Cilea       |
| Chénier              | André Chénier       | Giordano    |
| Loris Ipanov         | Fedora              | Giordano    |
| Peri                 | Il Guarany          | Gomes       |
| Canio                | Bajazzók            | Leoncavallo |
| Turiddu              | Parasztbecsület     | Mascagni    |
| Enzo Grimaldo        | Gioconda            | Ponchielli  |
| Renato des Grieux    | Manon Lescaut       | Puccini     |
| Rodolfo              | Bohémélet           | Puccini     |
| Mario Cavaradossi    | Tosca               | Puccini     |
| Pinkerton            | Pillangókisasszony  | Puccini     |
| Dick Johnson         | A Nyugat lánya      | Puccini     |
| Luigi                | A köpeny            | Puccini     |
| Kalaf                | Turandot            | Puccini     |
| Sámson               | Sámson és Delila    | Saint-Saens |
| Ernani               | Ernani              | Verdi       |
| Stiffelio            | Stiffelio           | Verdi       |
| A mantuai herceg     | Rigoletto           | Verdi       |
| Manrico              | A trubadúr          | Verdi       |
| Riccardo             | Az álarcosbál       | Verdi       |
| Don Alvaro           | A végzet hatalma    | Verdi       |
| Radames              | Aida                | Verdi       |
| Otello               | Otello              | Verdi       |
| Lohengrin            | Lohengrin           | Wagner      |
| Siegmund             | A walkür            | Wagner      |
| Paolo il bello       | Francesca da Rimini | Zandonai    |

## Elismerése
- Lenin-rend, Moszkva, 1959